# Johan Gabriel Sparwenfeld

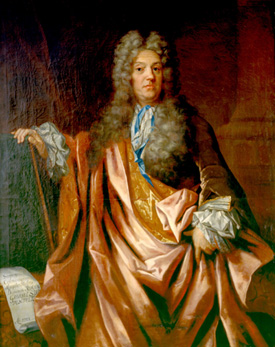
Johan Gabriel Sparwenfeld
(Porträt 18. Jahrhundert, Lukas von Breda)

Johan Gabriel Sparwenfeld (* 17. Juli oder 2. Juni 1655 in Åmål; † 2. Juni 1727 in Åbylund) war ein schwedischer Philologe, Diplomat und Sammler von historischen Dokumenten.

## Leben
Seine Eltern waren Johan Sparwenfeld (1618–1698) und Christina Uggla. Noch bevor er acht Jahre alt war, besuchte er bereits Vorlesungen an der Universität Uppsala. Man nimmt an, dass er unter anderem Recht, Geschichte und Sprachen studierte.
Sein Onkel, der Admiral Claas Uggla, nahm ihn 1674 mit auf eine Seereise ins Herzogtum Holstein. Während des dänisch-norwegischen Krieges (1675–1679) geriet er auf einer Seereise nach England in Gefangenschaft, als ein dänischer Korsar das Schiff aufbrachte. Als Gelehrtem gewährte man ihm einige Privilegien, sodass er sich relativ frei bewegen konnte. 1677 erhielt er die Erlaubnis, nach Schweden zurückzukehren. Ein zweiter Versuch, nach England zu kommen, brachte ihn zunächst nach Holland. Von dort aus bereiste er Frankreich und Italien. In Rom arbeitete er in der Bibliothek der Königin Cristina und im Archiv des Vatikans. Später gelangte er doch noch nach England, von wo aus er 1682 nach Schweden zurückkehrte.
1684 wurde Sparwenfeld an die schwedische Botschaft in Moskau entsandt. Er verfasste ein Tagebuch, in dem er seine Erkenntnisse über das Leben in Russland festhielt. Er begann mit lexikographischen Studien über slawischen Sprachen, die ihn noch fast 20 Jahre lang beschäftigen sollten und zur Veröffentlichung des Lexicon Slavonicum führten. Nach Beendigung seines diplomatischen Dienstes erhielt er die Erlaubnis, ein weiteres Jahr in Russland bleiben. Er widmete sich der Vertiefung seiner Russischkenntnisse und der Suche nach seltenen bibliographischen Werken. 1687 kehrte er nach Schweden zurück und erstattete dem König Bericht über ein Russland, das trotz seiner ökonomischen und militärischen Bedeutung bis dahin wenig bekannt war.
1689 begann er eine weitere Reise durch Europa. Im Auftrag des schwedischen Königs Karl XI. sollte er Dokumente suchen, die beweisen könnten, dass die Goten schwedischen Ursprungs seien. Im Januar 1690 kaufte er in Madrid aus dem Nachlass von Gaspar de Haro y Guzmán, Marquis von Heliche, ein bis dahin geheim gehaltenes Werk mit 133 Plänen und Ansichten spanischer Städte und Festungen, den heute so genannten Atlas des Marquis von Heliche. Das hatte zwar nichts mit den Goten zu tun, aber er konnte sich sicher sein, dass dem König diese Karten gefallen würden. Im Mai 1694 kehrte er nach Schweden zurück. 1695 heiratete er die zwanzig Jahre jüngere Antonieta Sophia Hildebrand, mit der er acht Kinder hatte, bevor sie 1704 verstarb.
Um 1704 schenkte er den Atlas des Marquis von Heliche zusammen mit seinen übrigen Erwerbungen aus Spanien der Königlichen Bibliothek zu Stockholm. Im 19. Jahrhundert gelangte der Atlas ins neu gegründete schwedische Militärarchiv (El Krigsarkivet), wo er erst 2001 wiederentdeckt und veröffentlicht wurde. Depressiv durch den Verlust seiner Frau und zurückgezogen starb Sparwenfeld am 2. Juni 1727 in Åbylund.
Ältere Schreibweisen des Familiennamens sind Sparfvenfelt und Sparwenfeldt.